# Federico da Montefeltro
Federico da Montefeltro, a mai pontosabb meghatarozás szerint III. Federico da Montefeltro (Gubbio, 1422. június 7. – Ferrara, 1482. szeptember 10.) itáliai herceg, zsoldoskapitány és híres reneszánsz városvezető.
Montefeltro, Urbino és Castel Durante grófja, sok más hely ura volt, 1474-től haláláig Urbino hercegének rangjára emelkedett. 1437-ben vette feleségül először Gentile Brancaleonit (1416–1457), Mercatello és Sant’Angelo in Vado urának, Bartolomeo Brancaleoninak lányát; második házasságában, 1460-ban Battista Sforza (1446–1472), Alessandro Sforza, Pesaro urának lányát. A katonai hódításokból származó hatalmas bevételt pompás udvara fenntartására fordította, de mindenekelőtt a Palazzo Ducale d'Urbino és a Palazzo Ducale di Gubbio építésére, az állam katonai védelmének megerősítésére az erődítmények építésével és felújításával. és a kor egyik leghíresebb könyvtárának létrehozására. Emiatt az itáliai reneszánsz egyik fő mecénásaként tartjuk számon. Piero della Francesca közeli barátjaként „Olaszország fényeként” említették.

## Életpályája
Federico da Montefeltro Gubbióban született 1422-ben, Guidantonio da Montefeltro és egy hajadon természetes fiaként. Később V. Márton pápa által kiadott pápai bullával törvényesítették. Szülőházát azonban legendák és feltételezések tarkították az elmúlt évszázadokban. Egyes történészek szerint a Petroia-kastély grófjai közül a Monte Falcone-i Elisabetta degli Accomanducci fia volt. Manapság a legszélesebb körben elterjedt vélemény az, hogy Aura fia volt, Guidantonio és férje, Bernardino Ubaldini természetes lányáé, és Guidantonio fiaként ismerték. Mindenesetre Federico nyilvánosan mindig az utóbbi fiának tartotta magát.
Federico da Montefeltro Urbino hercegségét nagyon fontos művészeti és kulturális központtá alakította, Itáliában csak a firenzei Lorenzo il Magnifico előzte meg.

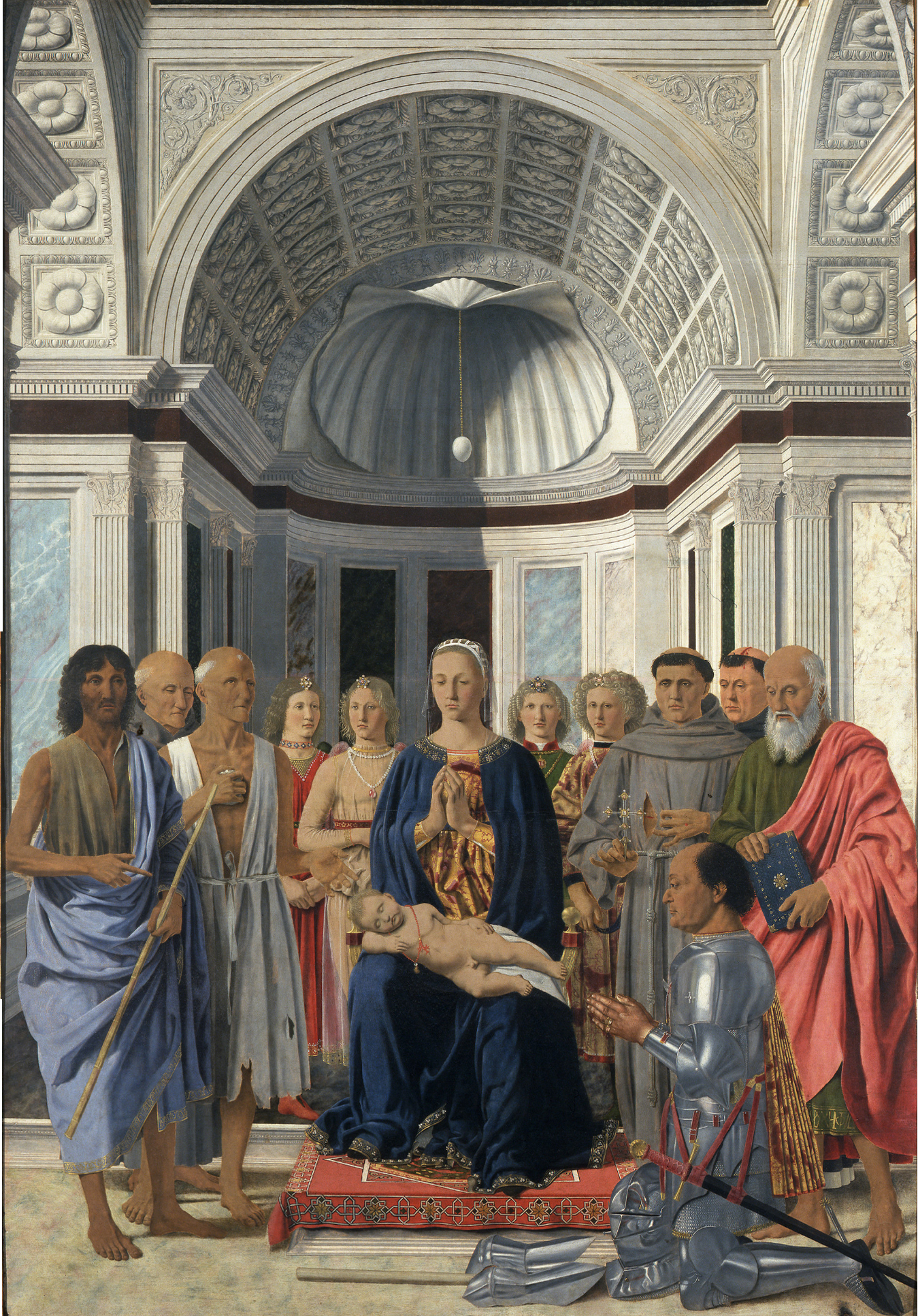
Piero della Francesca: Brerai oltárkép, Federico da Montefeltro a jobb oldalon térdepelve

Csak 1424-ben mutatták be az udvarnál, Rengarda Malatesta grófnő, Guidantonio első feleségének halála után, 1427-ben pedig Oddantonio, Urbino gróf törvényes fia és második felesége, Caterina Colonna születése után távolították el. Gyermekkorát először az Urbino melletti Gaifa bencés kolostorban töltötte, majd – Guidantonio gróf végrendelete szerint – Giovanna Alidosi, Bartolomeo Brancaleoni gróf özvegyének udvarában; 1433-ban túszként Velencébe küldték, majd Mantovában élt, ahol a híres Vittorino da Feltre ( Ca' Zoiosa ) iskolába járt. Ebből az alkalomból Luxemburgi Zsigmond császár lovaggá ütötte (1433). Hazájába való visszatérése után 1437-ben feleségül vette Gentile Brancaleonit, így megszerezve Mercatello földjét, számos kastélyával, amelynek 1443-ban grófjává lett.
1438-ban megkapta a „Feltria” nevű katonai társaság parancsnokságát, amelyet Bernardino Ubaldini és Guidantonio da Montefeltro közösen hoztak létre, és a Visconti-hadsereg katonája, amelyet Niccolò Piccinino irányított. 1444. július 22-én féltestvérét, Oddantoniót barbár módon meggyilkolták Urbinóban. Federico elment a városba, aláír egy megállapodást az önkormányzattal, amely mentességet biztosított az összeesküvőknek, és elismerték a város uraként. Hasonló modon vette birtokba az összes ősi uradalmat. Federico részvételét a merényletben a legtöbb (kortárs és modern) történész megkérdőjelezte. Francesco Sforza szövetségese, 1445-ben pápai felhatalmazás nélkül megvásárolta Fossombrone uradalmát Galeazzo Malatestától, ami a kiközösítésével járt, amelyet csak két évvel később V. Miklós pápa oldott fel.
1447-ben az apostoli vikáriátus in temporalibus által kapott először teljes hatalmi legitimációt. Ezekben az években Federico megszabadult utolsó belső ellenzékétől. 1446-ban meghiúsította az úgynevezett karneváli összeesküvést, amelyben a grófi család és az Oddantonio-udvar fontos tagjai vettek részt, nevezetesen Antonio di Niccolò da Montefeltro, Francesco di Vico és Giovanni di San Marino, akiket lefejeztek; 1447-ben véresen leverte Fossombrone lázadását, amelyet (a karneváli összeesküvéshez hasonlóan) Rimini ura, Sigismondo Pandolfo Malatesta szított (a várost három napig tűzzel-vassal kínozták, hogy figyelmeztetésül szolgáljon Montefeltro egész területén, hogy mi lesz annak a sorsa, aki lázadni mer.
Federicót mindig az arca bal oldaláról ábrázolták, mert elvesztette jobb szemét egy meg nem határozott fegyveres összecsapásban, talán az 1450-es lovagi tornán, amelyet Francesco Sforza milánói herceggé emelkedésének emlékére rendeztek. Bár egy ideig azt hitték, hogy orrát azért vágták ki, hogy kiszélesítsék megmaradt bal szemének látását, nagyon valószínű, hogy az orrnyergét ugyanaz a lándzsaütés törte össze, amely a szemét is kiverte.

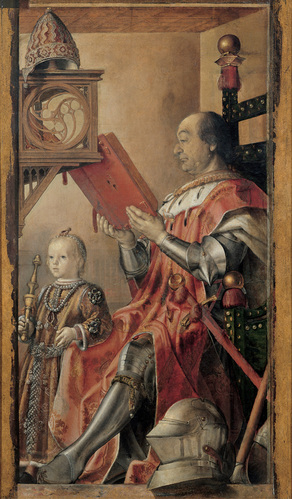
Pedro Berruguete: Federico di Montefeltro fiával, Guidobaldóval

Urbino grófjaként katonapolitikai akciója leginkább Sigismondo Pandolfo Malatestia, Rimini urának megfékezésére és ellensúlyozására irányult. A két család közötti ellentétek ősi eredetűek voltak, s a 13. század közepéig nyúltak vissza, de váltakozva hol súlyosbodtak, hol enyhültek. A politikai (területi és gazdasági) okokhoz mélységes személyes ellenszenv is társult. A pártválasztást és a szövetségváltást gyakran a kettőjük közötti erős ellentét diktálta. A végjáték 1462-ben, a cesanói csatában zajlott le. Sigismondo kénytelen volt visszavonulni, és attól kezdve néhány hónapon belül Rimini kivételével minden uradalmát elvesztette. Federico, aki a pápa kapitányaként tevékenykedett, kihasználta, hogy nagy birtokokat szerezzen Montefeltróban (1463).
1472-ben megbízást kapott, hogy Firenze nevében hatezer fegyveres élén vegye birtokba Volterrát, amely város azt kockáztatta, hogy elveszítik az irányítást a fémes dombokban újonnan felfedezett timsóbányák felett. Federico da Montefeltro zsoldosai a szintén parasztokból álló népsereggel szembeszállva szörnyű fosztogatást és pusztítást végeztek.
1474-ben Federico elérte tekintélye csúcsát, amikor IV. Szixtus pápától megkapta az Urbino hercege címet, a Szent Péter lovagrenddel együtt. Ebben az évben I. Ferdinánd nápolyi király a Hermelin Rendbe, IV. Eduárd angol király pedig a Térdszalagrendbe is felvette. A legújabb tanulmányok azt mutatják, hogy IV. Szixtus pápával együtt ő volt az egyik szervezője annak az emlékezetes Pazzi-összeesküvésnek, amely 1478-ban zajlott le a firenzei katedrálisban azzal a céllal, hogy meggyilkolják Lorenzo de' Medicités testvérét, Giulianót. Akkor még nem emeltek vádat ellene.
A ferrarai háború alatt, 1482. szeptember 10-én egy fertőző betegségben, valószínűleg maláriában halt meg, miközben a ferrarai herceg hadseregét a pápával és a velenceiekkel szemben vezette. Az urbinói San Bernardino templomban temették el.

## Katonáskodása
A Piccinino (1438–1441) vezette Visconti-hadseregben szerzett tapasztalatai után a nápolyi királyt szolgálta Francesco Sforza ellen (1442). A hatalom átvétele után 1444-ben Francesco Sforza és a Firenzei Köztársaság oldalára állt.
1450-ben a firenzei parancsnokságot Sforzára hagyta, aki Milánó hercege lett. A következő évtől kezdve a nápolyi királyt szolgálta.
- 1458-ban a Pápai Állam hadseregének főkapitányává nevezték ki.
- 1460-tól a milánói, nápolyi és pápai szövetség főkapitánya volt.
- 1466-tól a Milánó, Nápoly és Firenze szövetségének főkapitánya volt.
- 1467-ben részt vett a riccardinai csatában .
- 1474-től Nápoly és Gonfaloniere egyházfőkapitánya volt.
- 1482-ben a Ferrara, Firenze, Nápoly és Milánó közötti szövetség főkapitánya volt a ferrarai háborúban, az egyház és Velence ellen.

A katonai akciók apoteózisát Volterra Firenze megbízásából történő elfoglalása 1472-ben érte el. Győzelmei azonban számtalanok voltak, gyakran a fegyveres összecsapások elkerülését különféle cselszövésekkel érte el. Nagylelkű volt azokkal, akik megadták magukat, és könyörtelen azokkal, akik ellenálltak.

## Tisztségei
- születése szerint Montefeltro grófja (a császári cím a 13. századra datálható), de elődeihez hasonlóan csak 1463 után uralta az egész történelmi régiót;
- Urbino született grófja (1226-ig nyúlik vissza a császári cím);
- Mercatello grófja pápai invesztitúrával 1443-ban azon területek közül, amelyeket felesége Gentile Brancaleoni hozományaként kapott (1474-ben Ottaviano degli Ubaldininek engedte át az uradalmat);
- Castel Durante született grófja (a címet apja szerezte 1424-ben pápai invesztitúrával);
- Gubbio, Cagli, Cantiano és Frontone születési ura (a címeket szintén apja szerezte 1424-ben pápai invesztitúrával)
- 1444-től Sassocorvaro, 1445-től Fossombrone, 1459-től Pergola és 1463-tól Montefeltro számos kisebb kastélyának ura.

1474-ben Urbino hercegének rangjára emelték, de a pápai állam továbbra is fenntartotta a városok, földek és kastélyok korábbi összetett jellegét, amelyeket saját statútumok szabályoztak, Montefeltro uralma alá esküdt megállapodások és paktumok, ezért a törvényi szabályozás alapján. a vikáriátus apostoli in temporalibus álcája, amelyet a pápa adott.

## Mecenatúrája
Maso di Bartolomeo, Luciano Laurana és Francesco di Giorgio Martini építészek Federico udvarában dolgoztak; Utóbbi egyben sokoldalú művész is volt, és személyes tanácsadójaként szerepelt az udvarban, ura barátja és bizalmasaként. Számos festő dolgozott Federicónak. Köztük Piero della Francesca, Federico közeli barátja, de Paolo Uccello, Giusto di Gand és Pedro Berruguete is.
Élete során a személyes műveltség folyamatos növelője volt, valószínűleg gyermekkora éveiben a bencés kolostorokban való tartózkodásának és képzésének köszönhetően; ezért a művészeteket és általában a kultúrát kedvelte és támogatta. Védencei között volt Luca Pacioli matematikus is.
Federico híres könyvtára, amely hatalmassága és értéke egyedülálló volt abban a korszakban, a firenzei Vespasiano da Bisticci könyvkereskedővel, fő beszállítójával együttműködésben jött létre: az urbinói Scriptoriumban dolgozó másolók és miniátorok között volt Federico Veterani is. A teljes könyvtárat (amely a Federico utódai által gyűjtött kötetekkel együtt több mint 1760 kéziratos kódexet tartalmazott) 1657-ben VII. Sándor Chigi pápa vásárolta meg 10 000 scudóért, megmentve a szétszóródástól. Azóta ez a Vatikáni Apostoli Könyvtár legfontosabb magja.

## Szövetsége Rómával és személyes vallásossága

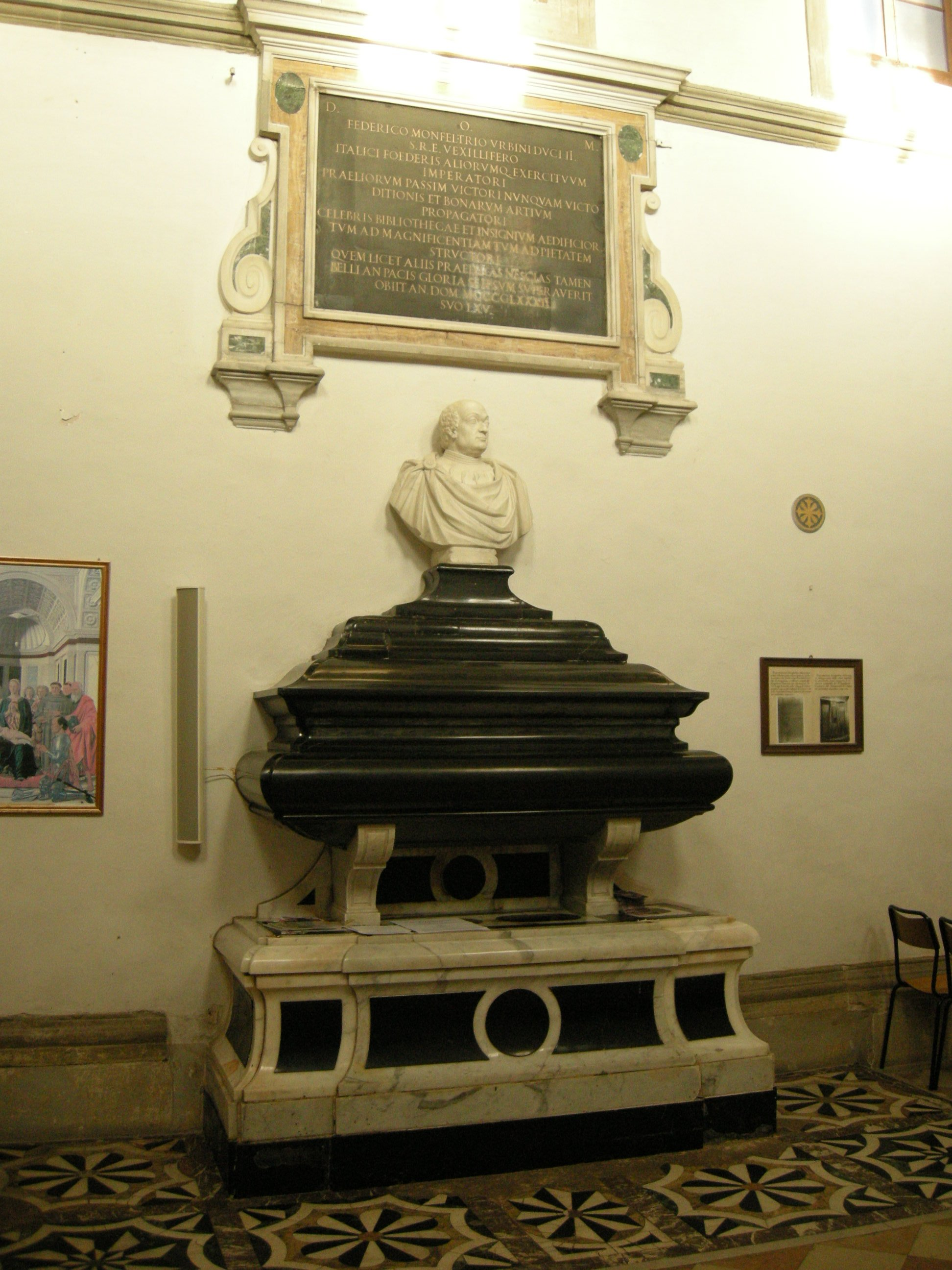
San Bernardino templom Urbinóban: Federico da Montefeltro és fia,Guidobaldo sírja

Életének első éveit az Urbino melletti Gaifa bencés apátság szerzeteseinél töltötte. Ezek átadták a fiatal Federicónak a szentség határozott érzését. Ezt követően néhány személyes oktató – kamalduliak, akik a Gubbiótól nem messze, a hercegség területén található fontos kolostorból származtak – vallásos magatartásra oktatták, családi körben (a Montefeltrók), egykori apostoli vikáriusok és rokonsaguk V. Márton pápával. Vallási életének alapvető találkozása azonban Sienai Szent Bernardinóval történt 1435-ben. Valójában a szent Montefeltro földjén való tartózkodása alatt Bernardinót Federico szimpátiája és megbecsülése övezte, aki azzal, hogy gyakran járt nála, hasznot húzott spirituális irányultságából, és élete hátralévő részében rányomta bélyegét jellemére.
Becses könyvtárában Federico birtokában volt a Biblia egy nagyon ritka, személyes használatra megrendelt, miniatúrákkal díszített példánya, az úgynevezett Montefeltro Biblia, amelyet ma a Vatikáni Apostoli Könyvtár őriz. Ez a szöveg mindig kísérte a herceget imára és személyes olvasásra, még katonai tevékenysége során is. Vallott hite miatt II. Piusz pápa jelölte, majd II. Pál és IV. Szixtus megerősítette az Egyház Gonfaloniereként. Az egyház főkapitánya, valamint IV. Szixtus pápa politikai tanácsadója is volt.

## Leszármazottai
Első feleségétől Gentile Brancaleonitól, mivel meddő volt, nem volt gyermeke.
Battista Sforzától, a legkedveltebb feleségétől a következőket kapta:
- n.n., 1460. december 16-án született és 1461 februárjában halt meg[9]
- Elisabetta (Urbino, 1462–Velence, 1521?), akit 1475-ben feleségül vett Roberto Malatesta, Rimini ura; megözvegyülve vonult vissza Chiara néven az urbinói Santa Chiara-kolostorba;
- Giovanna (Urbino, 1463–Urbino, 1513), aki 1474-ben feleségül mente Giovanni della Roveréhez, Sora, Arce és Senigallia hercegéhez
- Costanza (Urbino, 1466–Nápoly, 1518), aki 1483-ban feleségül ment Antonello Sanseverinóhoz, Salerno hercegéhez és Marsico grófjáthoz
- Agnese (Gubbio, 1470–Róma, 1523), akit 1488-ban feleségül vett Fabrizio Colonna, Marsi és Paliano hercege, Tagliacozzo és Celano grófja
- Aura, akiről nincs hír
- Violante, akiről nincs hír
- Girolama, akiről csak annyit tudunk, hogy 1482. július 11-én halt meg.[10]
- Guidobaldo (Gubbio, 1472–Fossombrone, 1508), Urbino hercege, aki 1489-ben feleségül vette Elisabetta Gonzagát

Fiatalkorában számos természetes gyermeke született, mindegyiküket törvényesítette:
- Bonconte (Urbino, 1442 körül – Sarno, 1458), aki tizenhat évesen pestisben halt meg
- Antonio (Urbino, 1445 k. – Gubbio, 1508), Cantiano grófja és Sant'Agata Feltria rektora 1482 és 1500 között, hadnagya és fegyveres örököse, aki 1475-ben feleségül vette Savoyai Emilia Piát, II. Marco grófnak Carpi és Sassuolo urának leányát
- Gentile (Urbino, 1448 – Genova 1513 vagy Pesaro 1529), akit 1463-ban feleségül vett Carlo Malatesta, Chiaruggiolo grófja és 1469-ben özvegyként Agostino Fregoso, Voltaggio ura

Federico pecsétje

- Federico pecsétje Elisabetta (Urbino, 1445 – Róma, 1503),[11] aki feleségül ment Roberto di San Severinóhoz, Cajazzo grófjához.[12] Ennek a lánynak a létezése azonban megkérdőjeleződött, mivel csak néhány modern genealógiában szerepel, miközben magukban a forrásokban semmi nyomát nem találjuk. Mivel Roberto 1447 és 1467 között Giovanna da Correggioval, 1473-tól haláláig pedig Lucrezia Malavoltival volt házas, egy esetleges házasságra 1467 és 1473 között kerülhet sor ezzel az Erzsébettel, de észszerűbb a genealógusok tévedésére gondolni. hogy összetévesztették Roberto Malatestát (valójában az egyik Elisabetta da Montefeltro férjét) Roberto Sanseverinóval, ahogy ez gyakran megtörtént, mindkettőjüket "Signor Robertó"-nak nevezték a forrásokban, családnévi megkülönböztetés nélkül.[13]

## Kitüntetései
- a Hermelin Rend Lovagja, Nápoly, 1474
- a Szent Péter Rend Lovagja, 1474
- a Térdszalagrend Lovagja, Grottaferrata, 1474

## Fordítás
- Ez a szócikk részben vagy egészben  a   Federico da Montefeltro című olasz Wikipédia-szócikk ezen változatának fordításán alapul.  Az eredeti cikk szerkesztőit annak laptörténete sorolja fel. Ez a jelzés csupán a megfogalmazás eredetét és a szerzői jogokat jelzi, nem szolgál a cikkben szereplő információk forrásmegjelöléseként.

## Bibliográfia
- B. Roeck– A. Tonnesmann: Federico da Montefeltro. A fegyverek művészete, állama és mestersége, Einaudi, 2009.
- Filippo Thomassino– Giovan Turpino: Száz jeles kapitány portréja, Parma, 1596
- G. Franceschini: I Montefeltro, Dall'Oglio, Milánó, 1970
- G. Scatena: Federico da Montefeltro Urbino hercege (1. köt., 1422–1454), Sant'Angelo in Vado, 2004
- Giovangirolamo De' Rossi– Vanni Bramanti (szerk.): Federico di Montefeltro élete, Olschki, Firenze, 1995
- Giulio Roscio– Agostino Mascardi– Fabio Leonida– Ottavio Tronsarelli et al.: Ritratto et elogii di capitani illvstri, Róma, 1646
- J. Dennistoun– G. Nonni (szerk.), Memorie dei duchi di Urbino, Quattroventi, Urbino, 2010 (London, 1851).
- L. Bei, S. Cristini: A kettős lélek, Federico da Montefeltro és Ottaviano Ubaldini della Carda igaz története, A történelem barátai, Apecchio, 2000
- L. Bei– S. Cristini: A csodálatos Bernardino Ubaldini della Carda élete és tettei, Apecchio, 2015
- M. Mamini: "Hallod a gyönyörű hang dallamát" – Federico di Montefeltro és a zene, Quattroventi, Urbino, 2007
- M. Simonetta: L'enigma Montefeltro Művészet és cselszövés a Pazzi-összeesküvéstől a Szixtus-kápolnáig, Rizzoli, Milánó, 2008.
- O. Marrani: Petroia és Federico da Montefeltro, Gubbio, 1983
- P. Gattari: Il Duca, Castelvecchi Editore, Róma, 2013, ISBN 9788876158919
- P. Paltroni– W. Tommasoli (szerk.): Kommentárok az illusztris Federico Duca d'Urbino életéhez és gesztusaihoz, Accademia Raffaello, Urbino, 1966
- R. De La Sizeranne: Federico di Montefeltro kapitány, herceg, mecénás (1422/1482), AGE, Urbino, 1978
- W. Tommasoli: Federico da Montefeltro élete 1422/1482, AGE, Urbino, 1978
- Pompeo Litta: Conti del Montefeltro. Duchi di Urbino, Famiglie celebri italiane. Milánó: Giulio Ferrario (1850)
- Duccio Balestracci: A herceg. Federico da Montefeltro kalandos élete és nagyszerű tettei, Laterza, 2022, ISBN 9788858148839
- M. Conti– T. di Carpegna Falconieri (szerk.): Federico da Montefeltro levelei San Marino közösségéhez, 1441–1482, San Marino, San Marino Történeti Tanulmányok Központja - Rimini, Bookstones, 2022, ISBN 9791280232595